# Imrich Bugár
Imrich Bugár (Dunajská Streda, Checoslovaquia, 14 de abril de 1955) fue un atleta checoslovaco, especializado en la prueba de lanzamiento de disco en la que llegó a ser campeón del mundo en 1983.

## Carrera deportiva
En las Olimpiadas de Moscú 1980 ganó la plata en lanzamiento de disco. 
Tres años después, en el Mundial de Helsinki 1983 ganó la medalla de oro en la misma prueba, con un lanzamiento de 67.72 metros, por delante del cubano Luis Delís y de su compatriota el también checoslovaco Géjza Valent.